# Xylofon
Xylofon (z řečtiny xylos – dřevo a phoné – hlas) je hudební nástroj ze skupiny bicích nástrojů. Podle Sachs-Hornbostelova dělení xylofon patří mezi úderné idiofony. S největší pravděpodobností pochází z Indonésie a do Evropy se dostal asi v 15. století.

## Provedení
Xylofon se skládá ze soustavy dřevěných kamenů (laděných obdélníkových destiček), na které se hraje údery dřevěnou, gumovou nebo plastovou paličkou. Pod kameny se nachází soustava rezonátorů. Tónový rozsah je dán počtem kamenů, nejčastější je od c1 (d1) do g3 (c4). Xylofon má krátký a ostrý tón. Kameny jsou laděny chromaticky.
V symfonickém orchestru se používá jako sólový nástroj.

## Xylofon v hudebních dílech
Xylofon se nachází v mnohých dílech evropské klasické hudby. Jedny z prvních děl s xylofonem jsou skladby Danse macabre (1874) a Karneval zvířat (1886) od francouzského skladatele Camilla Saint-Saënsa. Také Gustav Mahler použil xylofon ve své Šesté symfonii. K popularizaci xylofonu v USA na začátku 20. století přispěla hlavně obliba hudebního stylu ragtime.